# 河背水塘

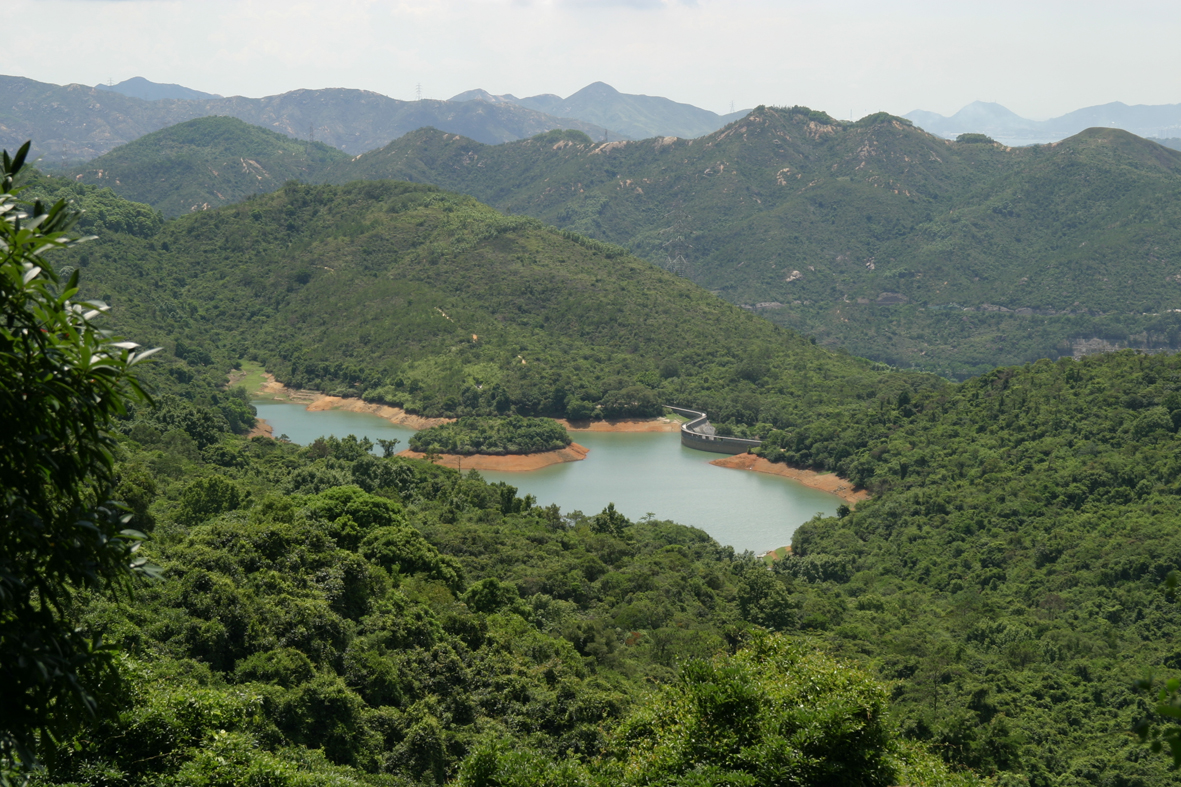
河背水塘

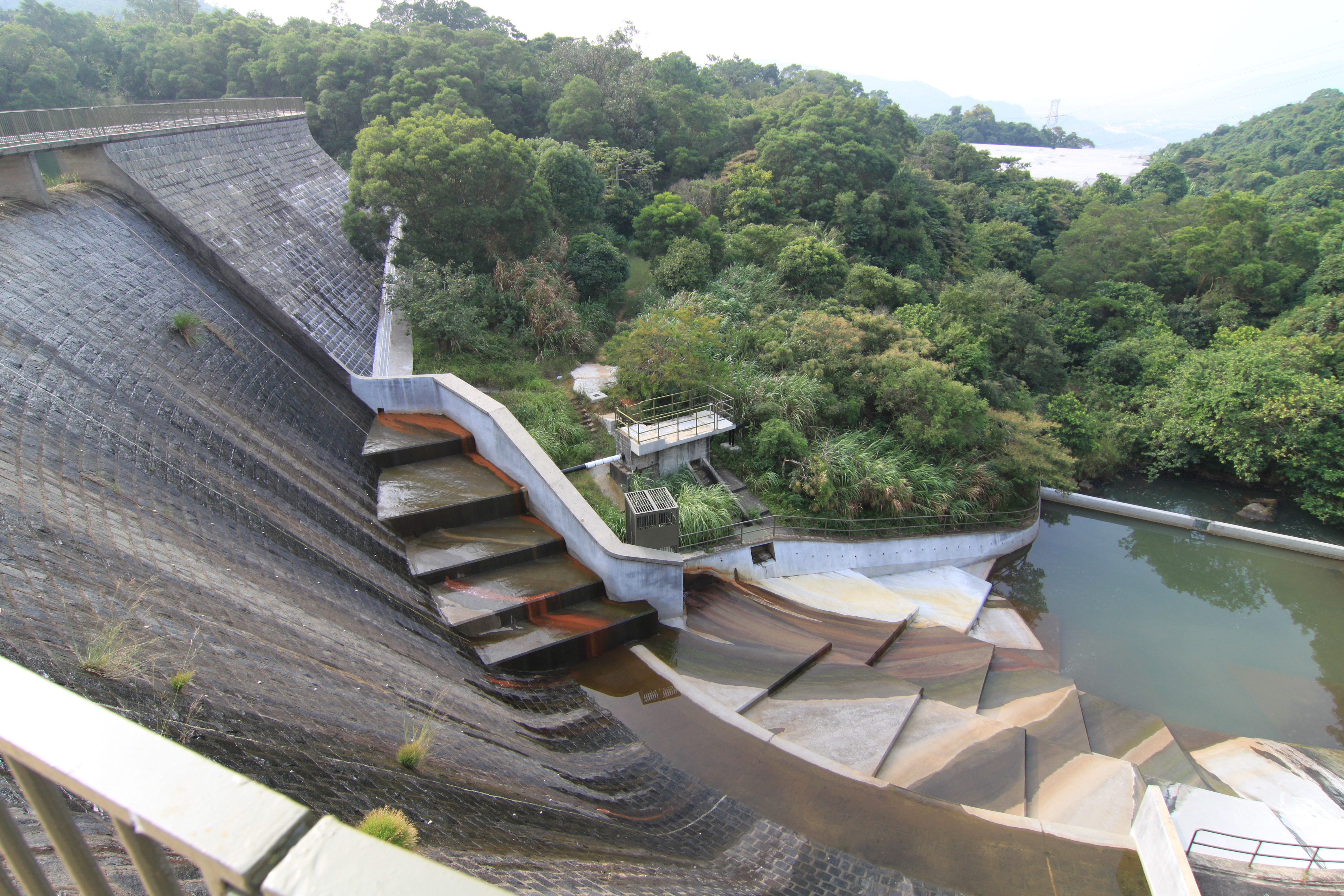
河背水塘S型水壩

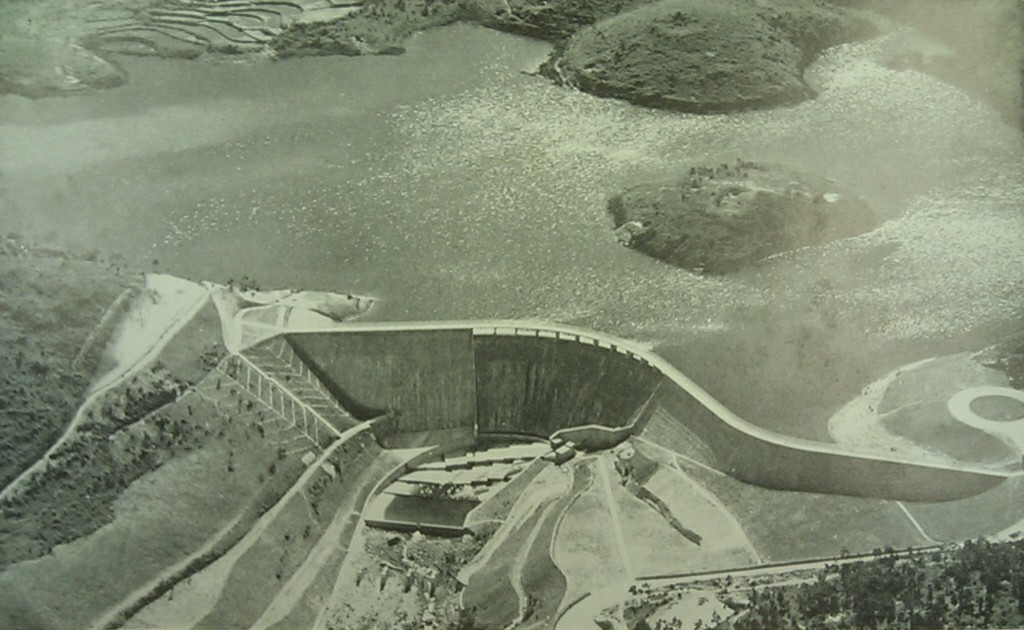
剛落成的河背水塘

河背水塘（英語：Ho Pui Reservoir）坐落在香港元朗八鄉、海拔250米高的群山環抱中，錦田河上游，屬於大欖郊野公園的一部分，自然環境十分優美。水塘容量50萬立方米，S型水壩長157.0米，高17.4米，屬灌溉水塘，即非主食水用塘，主要用作灌溉新界西北的農田，是水務署管轄範圍內面積最小的水塘。
1960年代，港府為了增加大欖涌水塘供水量而把錦田河截流，引水到大欖涌水塘，使錦田河中游以下水量大減，影響農民灌溉，所以當局另闢四個灌溉水塘，為八鄉農民提供灌溉用水，河背水塘便是其一。水塘於1961年建成啟用。
水塘中央有小島，四周蒼翠樹木襯托，環境清幽；附近的昆蟲﹑鳥類和植物品種豐富。水塘曾於1998年入選漁農及自然護理署的郊野公園十大自然風景。水塘的S字形十九孔溢洪大壩亦為其一大特色。
河背水塘家樂徑環繞水塘而建，全長只有2公里，走畢全程約40分鐘。附近亦有河背水塘越野單車徑，以高難度見稱，經常有意外發生。
港鐵屯馬綫大欖隧道貫穿河背水塘底下。

## 交通
於元朗泰衡街乘坐專線小巴71往河背村，沿往河背水塘方向指示牌步行約20分鐘即達。

## 附近設施
- 香港青年協會有機農莊

## 惡意破壞事件
2001年5月，河背水塘遭人破壞鎖位及開啟水閘，放乾塘水致塘底枯乾龜裂，塘魚全告死亡，懷疑有人放乾塘水捕魚，水塘附近河背村農莊斷水十天，成為香港有紀錄以來首宗水塘水閘遭惡意破壞兼放乾塘水事件。水務署承認，因為河背水塘只是灌溉水塘，並非供應食水，故不會經常有人巡查，而事發後該署隨即修理好鎖頭並加強鐵籠的保安。